# Barleria pretoriensis
Barleria pretoriensis là một loài thực vật có hoa trong họ Ô rô. Loài này được C.B.Clarke mô tả khoa học đầu tiên.